# 审讯现场

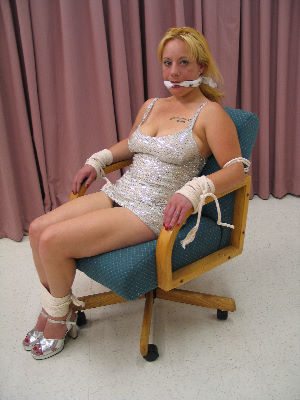
一名女性被绑在一张凳子，并被堵嘴

审讯现场（英语：Interrogation scene），是BDSM性角色扮演的一种形式，即审讯者对受害者进行拷打，使其侮辱和产生肉体上的痛苦，并审讯者获得他认为“受害者”拥有的信息。
审讯现场常用的方法为痒痛折磨，将受害者捆绑起来，并不断将其搔痒（特别是敏感部位;如腹部，腋下，脚，脚趾，乳头和生殖器），直到受害者交代信息。
在至少一个法律案件，审讯现场成为民事诉讼辩护。